# 拉沙·馬拉古拉澤
拉沙·馬拉古拉澤（1986年1月2日—）是一位喬治亞橄欖球運動員。他是喬治亞國家橄欖球隊的一員，代表喬治亞參加了2015年世界盃橄欖球賽。